# NGC 5499
NGC 5499 (другие обозначения — UGC 9074, MCG 6-31-76, ZWG 191.60, IRAS14086+3609, PGC 50623) — галактика в созвездии Волопас.
Этот объект входит в число перечисленных в оригинальной редакции «Нового общего каталога».